# Speyeria idalia

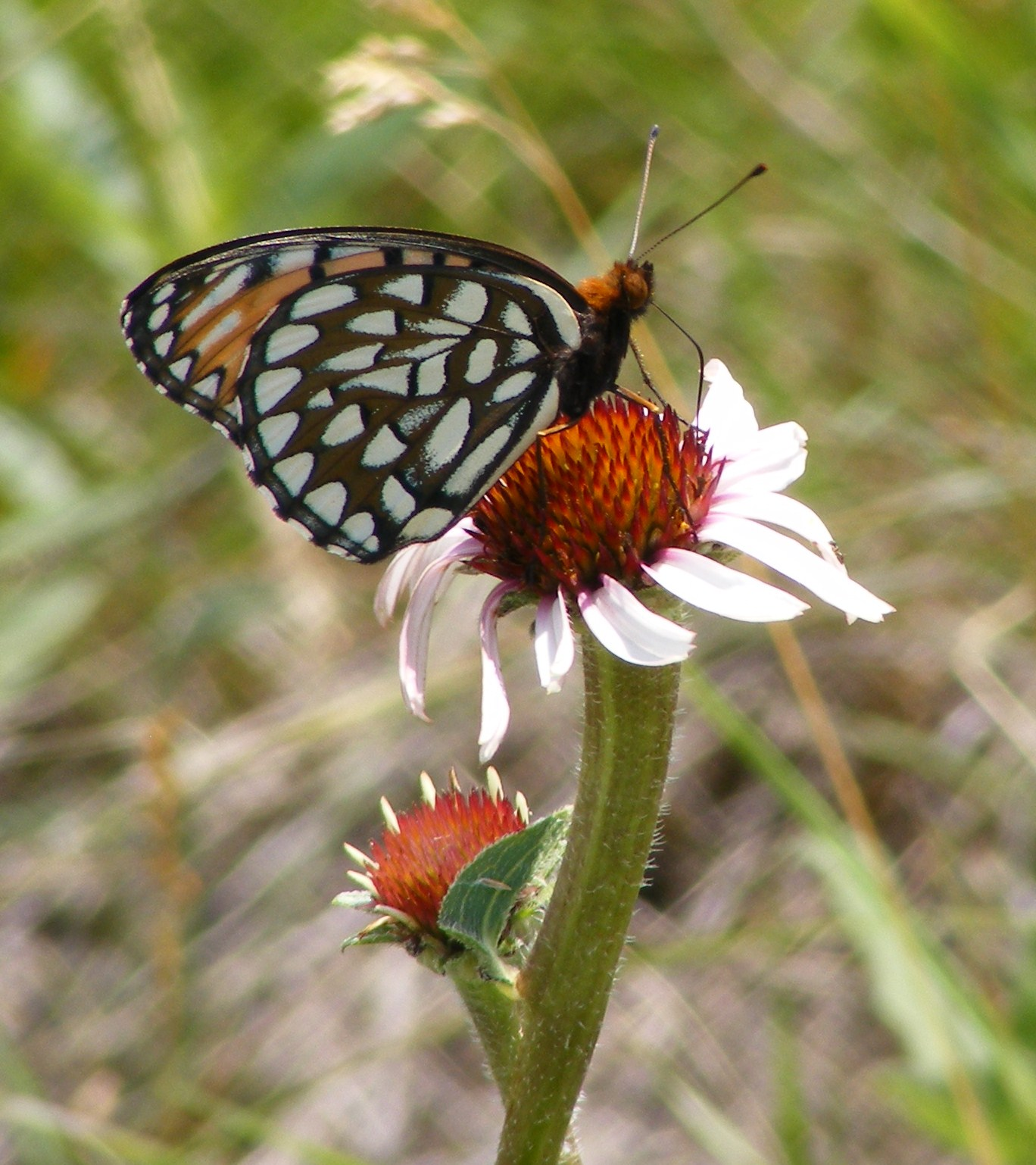
Flügelunterseite eines Falters auf Schmalblättrigem Sonnenhut

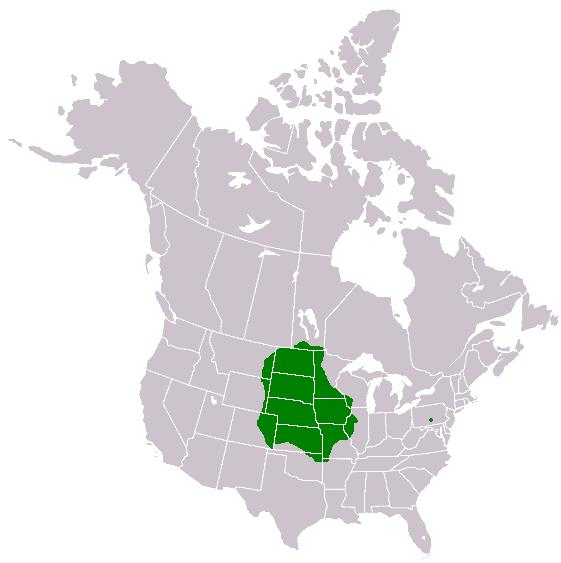
Verbreitungsgebiet 2008

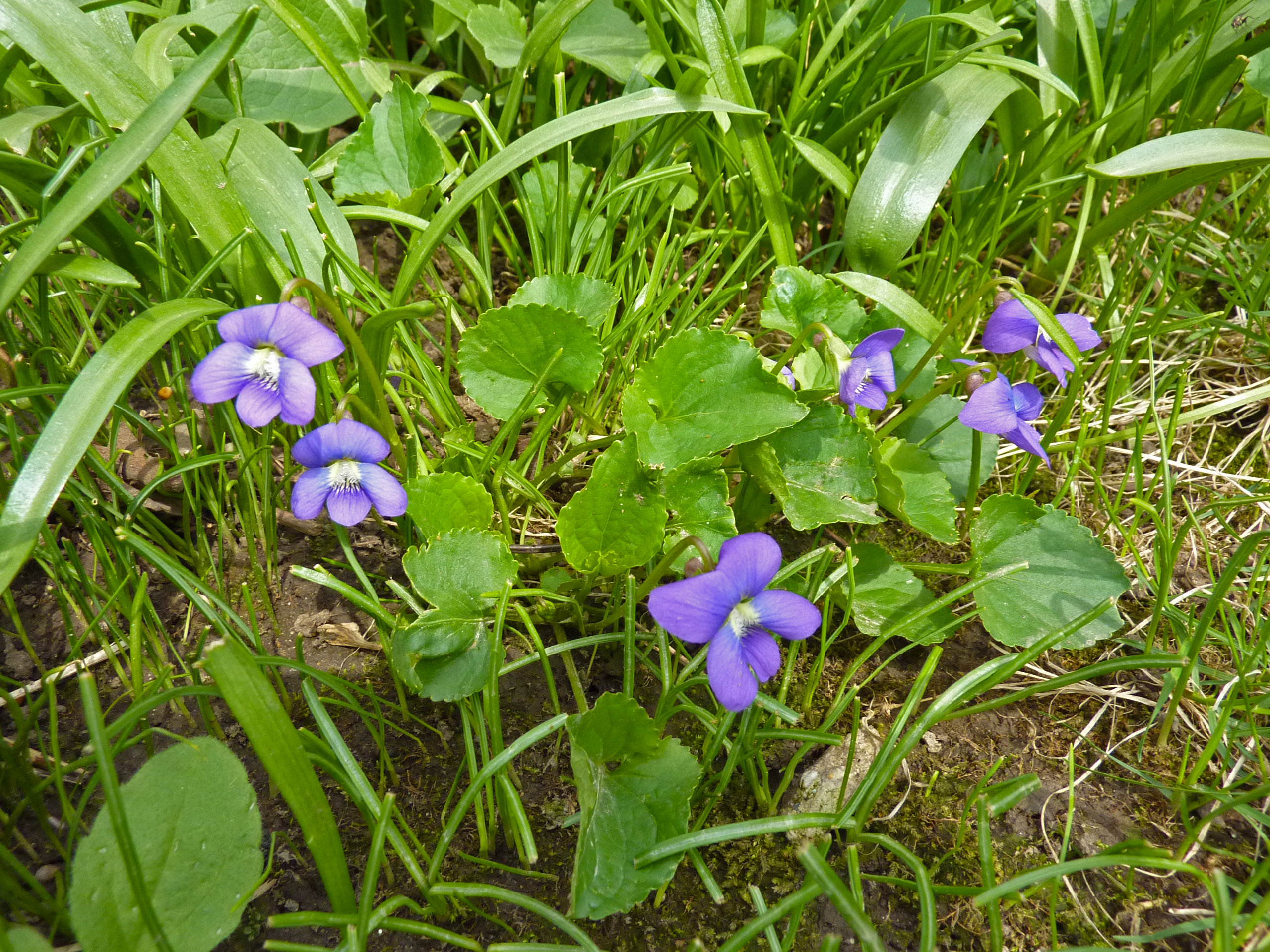
Viola sororia, eine Raupennahrungspflanze

Speyeria idalia ist ein in der Mitte Nordamerikas vorkommender Schmetterling aus der Familie der Edelfalter (Nymphalidae).

## Merkmale

### Falter
Die Falter erreichen eine Flügelspannweite von 67 bis 105 Millimetern. Bei beiden Geschlechtern sind die orangefarbenen oder gelbbraunen Vorderflügeloberseiten mit schwarzen Flecken und Linien gemustert. Entlang des schwarzbraunen Saums verläuft eine weiße Punktreihe. Nahe dem Apex sind weitere weiße Punkte zu erkennen. Die Basalregion auf der Hinterflügeloberseite ist ebenfalls orangebraun bis gelbbraun gefärbt. Arttypisch sind die mit zwei Fleckenreihen versehenen schwarzen Diskal-, Postdiskal- und Submarginalregionen, die bei den Weibchen beide weiß gefärbt sind, bei den Männchen ist die nahe am Saum befindliche Reihe orange gelb gefärbt. Die Vorderflügelunterseite ähnelt zeichnungsmäßig der Oberseite, während die gesamte Hinterflügelunterseite mit Perlmuttflecken auf schwarzbraunem Grund versehen ist. Bei der Unterart Speyeria idalia occidentalis sind diese Flecke besonders groß ausgebildet.

### Raupe
Ausgewachsene Raupen haben eine schwarzbraune Grundfarbe, eine breite hellbraune bis gelbe Rückenlinie und auf jedem  Körpersegment eine gleichfarbige Querbinde. Die gesamte Körperoberfläche ist mit unverzweigten hellen Dornen versehen. Der Kopf ist schwärzlich.

### Puppe
Die Puppe ist als Stürzpuppe ausgebildet und hat eine hellbraune Farbe. Sie ist leicht marmoriert und rosa getönt. An den Flügelscheiden sowie auf dem Thorax heben sich kleine schwarze Punkte ab. Das Abdomen ist mit kurzen Höckern und gelblichen Streifen versehen.

### Ähnliche Arten
Speyeria idalia ist aufgrund der markanten schwarz-weißen Hinterflügelzeichnung unverwechselbar.

## Verbreitung und Lebensraum
Die Verbreitung von Speyeria idalia erstreckt sich im Wesentlichen durch die mittleren Bundesstaaten der USA westlich der Appalachen.
Die Art besiedelt bevorzugt feuchte Wiesen und Prärie-ähnliche Gebiete.

## Lebensweise
Die Falter fliegen in einer Generation in den Monaten Juni bis August. Sie saugen zur Nahrungsaufnahme gerne an Blüten, beispielsweise an Seidenpflanzen (Asclepias), Disteln, Wiesenklee (Trifolium pratense) oder Pycnanthemum. Die Eier werden in der Nähe der Nahrungspflanzen abgelegt. Die frisch geschlüpften Raupen überwintern, ohne Nahrung aufgenommen zu haben. Sie leben einzeln und ernähren sich im Frühjahr von den Blättern verschiedener Veilchen-Arten (Viola), beispielsweise von Viola sororia, Viola lanceolata und Viola pedata.

## Gefährdung
Im Jahr 2017 durchgeführte Untersuchungen der University of Nebraska-Lincoln haben ergeben, dass die Populationen von Speyeria idalia in den vorausgegangenen drei Jahrzehnten um 95 % abgenommen haben. So ist die Art aus den östlichen Regionen der USA nahezu vollständig verschwunden. Mit dem Rückgang der stark frequentierten Nahrungspflanze Viola sororia in Prärielandschaften durch Urbarmachung oder durch Feuer, wurde der Art eine wesentliche Lebensgrundlage entzogen. Einige Raupen sind jedoch in der Lage, auch größere Prärie-Feuer zu überleben. Die Art wird auf der offiziellen Roten Liste gefährdeter Arten der IUCN derzeit nicht geführt, in einigen Bundesstaaten der USA wird sie jedoch als vulnerable (gefährdet) eingestuft. Seit 2011 läuft im ZooAmerica ein Zuchtprogramm, um die Art in Pennsylvania wieder anzusiedeln.